# Кастаньейра (Мату-Гросу)
Кастаньейра (порт. Castanheira) — муниципалитет в Бразилии, входит в штат Мату-Гросу. Составная часть мезорегиона Север штата Мату-Гроссу. Входит в экономико-статистический микрорегион Арипуанан. Население составляет 6920 человек на 2006 год. Занимает площадь 3948,861 км². Плотность населения — 1,8 чел./км².

## Статистика
- Валовой внутренний продукт на 2003 год составляет 48 355 355,00 реалов (данные: Бразильский институт географии и статистики).
- Валовой внутренний продукт на душу населения на 2003 год составляет 6606,83 реалов (данные: Бразильский институт географии и статистики).
- Индекс развития человеческого потенциала на 2000 год составляет 0,730 (данные: Программа развития ООН).